# Alle meine Freunde
Alle meine Freunde (jap. 子鹿物語, Kojika Monogatari) ist eine japanische Animeserie, die von 1983 bis 1985 produziert wurde. Sie basiert auf dem Roman Frühling des Lebens (Originaltitel: The Yearling) von Marjorie Kinnan Rawlings aus dem Jahr 1938.

## Inhalt
Die Serie handelt von einem Jungen namens Jodie Baxter, der mit seiner Familie auf einer Farm in den Wäldern Floridas lebt. Auf der Jagd nach einem Bären wird sein Vater von einer Klapperschlange gebissen, er kann sich jedoch mit der Leber einer Hirschkuh retten. Da diese ein Kitz hatte, nehmen die Baxters es zu sich. Jodie kümmert sich um das Tier, nennt es Fleck und entwickelt eine tiefe Bindung zu ihm. Weitere wichtige wiederkehrende Figuren sind Jodies bester Freund Frederick Forrester, seine Mitschülerin Eulalie, die Lehrerin Miss Twink und Fredericks älterer Bruder Buck.
Im Laufe der Serie muss Jodie viele Abenteuer und Prüfungen überstehen, wodurch er langsam zu einem Mann reift. Zum Schluss muss er verkraften, dass Frederick stirbt. Darüber hinaus muss er später sein geliebtes Reh Fleck erschießen, da dieses die Ernte der Familie Baxter bedroht.

## Produktion und Veröffentlichung
Die Serie wurde 1983 vom Studio MK unter der Regie von Masaki Osumi produziert. Das Charakterdesign entwarf Junichi Seki und die Musik komponierte Kōichi Sugiyama. Der Anime wurde vom 8. November 1983 bis zum 22. Januar 1985 durch den japanischen Sender NHK ausgestrahlt.
Die Fernsehserie weicht von der Romanvorlage ab. Sie wurde unter anderem ins Spanische, Italienische und Niederländische übersetzt. Die deutsche Erstausstrahlung erfolgte ab Oktober 1990 in der ARD-Sendung Die Trickfilmschau.